# Бардили, Христоф Готфрид
Христоф Готфрид Бардили (нем. Christoph Gottfried Bardili; 18 мая 1761, Блаубойрен — 5 июня 1808, Мергельштеттен) — немецкий философ и преподаватель. Двоюродный брат философа Фридриха Шеллинга.

## Биография
Христоф Бардили родился 18 мая 1761 года в семье ученых. Его двоюродным братом был философ Фридрих Вильгельм Йозеф фон Шеллинг. Получил в основном домашнее образование. С 1774 по 1778 год посещал монастырские школы Денкендорф и Блаубойрен.
В 1778 году он переехал в Тюбингенский монастырь и посвятил себя научным, философским и богословским занятиям. В 1783 году он стал викарием в Кирхгейме, но затем продолжил занятия философией.
В 1787 году он поступил в Геттингенский университет. Он вернулся в 1789 году и стал преподавателем философии в Тюбингенской богословской семинарии.
В 1790 году Бардили принял должность профессора философии в Высшей Карловой школе в Штутгарте и оставался там до ее закрытия в 1794 году. Затем он стал профессором гимназии в гимназии Illustre в Штутгарте. Там он оставался до самой смерти.
Скоропостижно скончался 5 июня 1808 года в Мергельштеттен в возрасте 47 лет.

## Философия
Его философское творчество, во многом сформированное его конфронтацией с Иммануилом Кантом, было доведено до более понятной формы Карлом Леонардом Рейнгольдом.
Критиковал Канта за трактовку мышления исключительно как субъективной способности познания. В своей системе «чистого», или «рационального», реализма развивал идею, согласно которой мышление существует независимо от субъекта в качестве особой бессубстанциальной «мировой логики» и ее «реальных идей», или онтологических первообразов.

## Публикации
- Observationes physicae, praesertim meteorologicae, 1780.
- Ueber die Entstehung und Beschaffenheit des ausserordentlichen Nebels in unseren Gegenden im Sommer 1783, 1783.
- Epochen der vorzüglichsten philosophischen Begriffe, 2 Bände, 1788.
- Gibt es für die wichtigsten Lehren der theoretischen sowohl als der praktischen Philosophie, 1791.
- Sophylus oder Sittlichkeit und Natur als Fundamente der Weltweisheit, 1794.
- Allgemeine praktische Philosophie, 1795.
- Ueber den Ursprung des Begriffs von der Willensfreiheit, 1796.
- Briefe über den Ursprung der Metaphysik überhaupt, 1798.
- Grundriss der ersten Logik, 1800.
- Philosophische Elementarlehre, 2 Bände, 1802—1806.
- Beiträge zur Beurtheilung des gegenwärtigen Zustandes der Vernunftlehre, 1803.
- Briefwechsel über das Wesen der Philosophie und das Unwesen der Speculation, 1804.